# Museo del Río Hudson
El Museo del Río Hudson, situado en el Parque Trevor en Yonkers, Nueva York, es el museo más grande del Condado de Westchester. Su origen se encuentra en la fundación del Museo de Yonkers en 1919, en el edificio del Ayuntamiento, el cual se convertiría en el Museo del Río Hudson en 1948. Aunque generalmente se le considera un museo de arte, dada la extensa colección de obras de la escuela del Río Hudson, el museo también cuenta con exposiciones sobre la historia, la ciencia y el patrimonio de la región.

## Historia

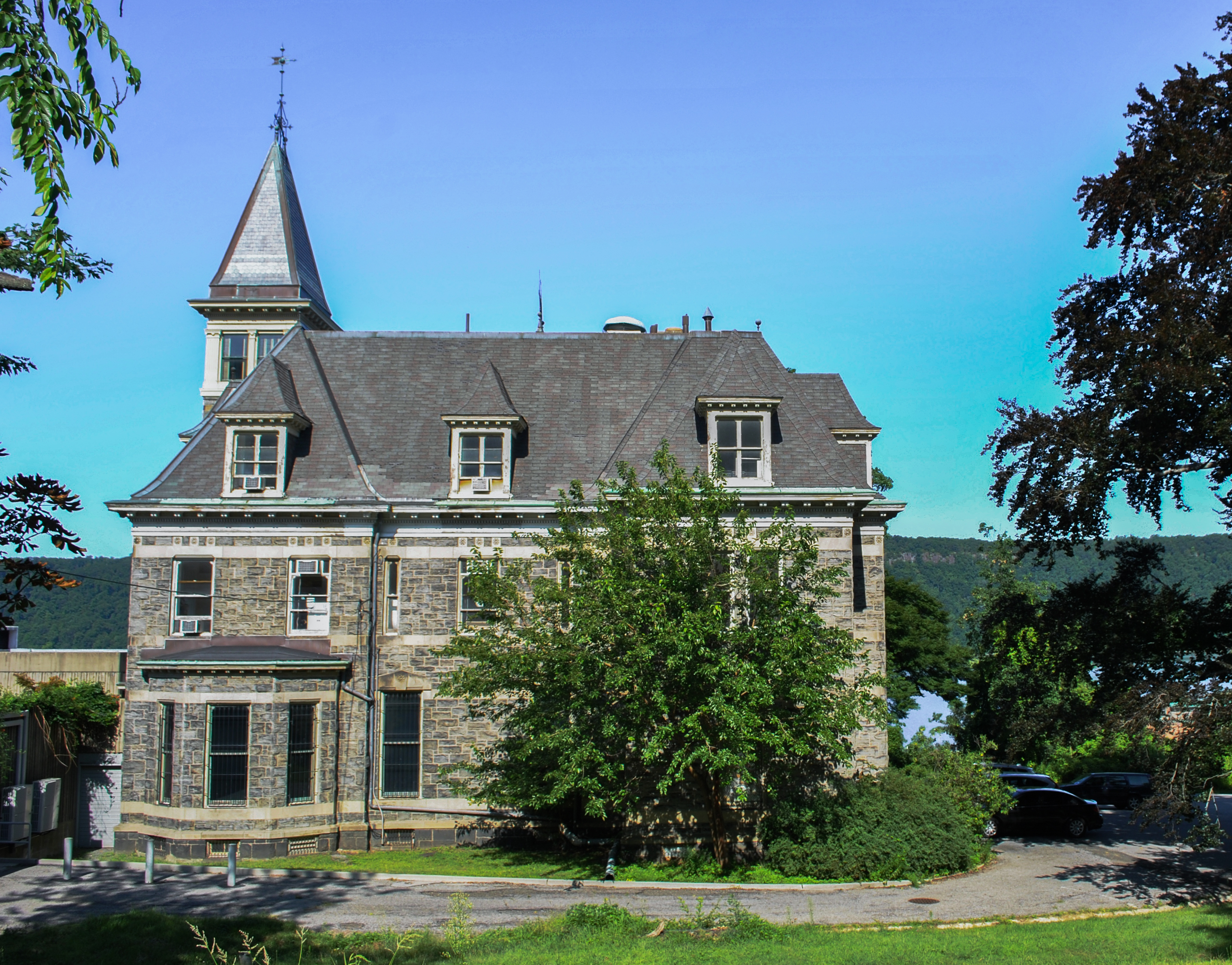
Mansion Glenview

Fundada en 1919 como Museo de Yonkers, la instalación también fue conocida como Museo de la Ciencia y las Artes de Yonker, hasta que pasó a llamarse Museo del Río Hudson. En sus orígenes, el museo contenía un amplio número de muestras de minerales. El fotógrafo Rudolf Eickemeyer Jr., vecino de Yonkers durante toda su vida, desempeñó un papel clave en la creación del museo.
Uno de los elementos centrales de la historia del museo es la Mansión Glenview, casa construida en 1877 sobre un diseño del arquitecto estadounidense Charles W. Clinton, que fue durante un tiempo el hogar de John Bond Trevor. Fue la sede del museo durante 45 años, a partir de 1929, y actualmente forma parte del Museo del Río Hudson. La mansión tiene seis salas históricas que exhiben muebles y decoración de época. En 1972 fue inscrita en el Registro Nacional de Lugares Históricos. Las habitaciones abiertas al público muestran madera tallada por el ebanista de FiladelfiaDaniel Pabst.
En 1979, el artista Red Grooms creó e instaló "La Librería" en el Museo del Río Hudson, donde se exhibe de forma permanente.
El museo también alberta el Planetario Andrus, el único planetario público del Condado de Westchester. El planetario se incorporó en 1969 para celebrar el comienzo de la era Espacial y el creciente interés en el espacio. El planetario fue una parte de la expansión del museo a lo largo de la década de 1960, que incluyó también la construcción de instalaciones más grandes y modernas para albergar sus colecciones y la restauración de la planta baja de la Mansión Glenview de acuerdo con su carácter de casa del siglo XIX.
El carácter multicultural del museo es uno de los motivos por los que fue considerado una de las instalaciones culturales más peculiares por parte del Consejo de las Artes del Estado de Nueva York en el año 1972. Se ha tratado de mantener esta diversidad a pesar de los cambios en la dirección y en el enfoque a lo largo de su historia.
El museo eligió el elemento que le da nombre, el Río Hudson, como núcleo de las celebraciones por su 75.º aniversario en 1994.
En marzo de 2014, el museo completó una renovación del planetario e instaló un nuevo Megastar capaz de mostrar hasta 22 millones de estrellas frente a las 5.000 estrellas que podía mostrar su proyector Zeiss anterior.
Desde 1995, el museo ofrece un Programa Docente Joven; el programa fue reconocido por la Comisión Presidencial de Artes y Humanidades con un premio Coming Up Taller en 2008.

### Financiación
El final de la década de 1980 fue una época difícil para el Museo del Río, el cual tuvo que afrontar una disminución en los fondos, las incertidumbres sobre el futuro de su financiación y un alto nivel de rotación de personal. El museo se vio obligado a reducir sus horas de funcionamiento y reducir un poco de programación, pero fue capaz de ampliar el planetario. La instalación experimentó un resurgimiento en la década de 1990, recibió una serie de premios y becas, vio aumentar la financiación concedida por el Condado de Westchester y fue capaz de ampliarse a tiempo para celebrar su 75.º aniversario. El museo también vio prácticamente doblarse la afluencia de público de 55.000 a 100.000 entre 1990 y 1994. A finales de la década de 1990 se produjo un nuevo descenso en la financiación y el museo se vio obligado a afrontar importantes recortes. En la estela de estos recortes, el museo empezó a acoger eventos privados y a ofrecer tours, particularmente a grupos de niños en edad escolar, como medio de aumentar los ingresos.